# Britney (musikalbum)
Britney är ett studioalbum av den amerikanske popsångerskan Britney Spears, släppt den 6 november 2001. Albumet har sålts i över 16 miljoner exemplar.

## Låtlista
1. I'm a Slave 4 U - 3.23
2. Overprotected - 3.18
3. Lonely - 3.19
4. I'm Not a Girl, Not Yet a Woman - 3.51
5. Boys Feat. Pharrell Williams - 3.26
6. Anticipating - 3.16
7. I Love Rock 'N' Roll - 3.06
8. Cinderella - 3.39
9. Let Me Be - 2.51
10. Bombastic Love - 3.05
11. That's Where You Take Me - 3.32
12. When I Found You - 3.36 (Ej på USA-utgåvan)
13. Before the Goodbye - 3:50 (Ej på USA-utgåvan)
14. I Run Away - 4:04 (Ej på USA-utgåvan)
15. What It's Like to Be Me - 2.50
16. Overprotected (The DarkChild Remix)- 3.07 (På den begränsade utgåvan)
17. I'm Not a Girl, Not Yet a Woman (Metro Mix) - 5:25 (På den begränsade utgåvan)
18. I'm a Slave 4 U (Thunderpuss Radio Remix) - 3:19 - (På den begränsade utgåvan)

## Singlar
- I'm A Slave 4 U
- Overprotected
- I'm Not A Girl, Not Yet A Woman
- I Love Rock 'N' Roll
- Anticipating
- Boys Feat. Pharrell Williams